# Fünfsilbler
Der Fünfsilb(l)er ist in der Verslehre bei silbenzählendem Versprinzip ein Versmaß bzw. Vers mit fünf Silben. Gelegentlich, vor allem im Kontext antiker Dichtung, wird auch die Bezeichnung Pentasyllabus verwendet.